# Кримінальний проступок
Криміна́льний просту́пок — кримінально каране діяння невеликої тяжкості, яке не несе великої суспільної небезпеки і за вчинення якого передбачене менш суворе покарання, ніж за злочин.

## У країнах світу
У правових системах загального права цьому поняттю відповідає термін «злочин сумарного провадження» (англ. summary offence), що означає найменш небезпечну категорію злочинів. Провадження щодо них здійснюються без суду присяжних. У залежності від обставин, цей термін також перекладається як «шкода» чи «провина».
Характерним для континентального права є поділ злочинних діянь на порушення, проступки і злочини (КК Франції, ФРН). Проступки виділяються у КК Іспанії, Балтійських країн, Угорщини тощо. Між протиправною шкідливою і протиправною небезпечною поведінкою особи встановлена чітка межа. За вчинення більшості проступків особа несе відповідальність або відразу, у вигляді сплати штрафу, або після рішення спеціального органу, який накладає стягнення у вигляді штрафу, виконання громадських робіт тощо.
У США традиційною є класифікація кримінально караних діянь на фелонію (англ. felony) — тяжкі та середньої тяжкості злочини; зловживання (англ. infraction or violation) — дрібні порушення; та місдімі́нор (англ. misdemeanor) — злочини невеликої тяжкості, або власне кримінальні проступки.
Місдімінор є кримінальним правопорушенням, менш серйозним, ніж фелонія, і більш серйозним, ніж зловживання. Вчинення місдімінора, як правило, тягне за собою накладення штрафу та позбавлення волі в місцевій в'язниці графства. На відміну від місдімінора, зловживання не передбачає тюремного ув'язнення. У багатьох юрисдикціях місдімінори поділяються на три класи: високі (грубі, тяжкі), звичайні, дрібні. Дрібні місдімінори зазвичай тягнуть засудження до тюремного строку менше шести місяців і штрафу до $500.
Покарання, передбачене за тяжкі місдімінори, також є тяжчим і може передбачати ув'язнення до федеральної тюрми. Закони деяких штатів, наприклад Міннесоти, визначають тяжкий місдімінор як «будь-який злочин, який не є фелонією або [звичайним] місдімінором».

## В Україні
На зламі ХІХ–ХХ століть у вітчизняній науці кримінального права була поширена думка про те, що поряд зі злочинами можна виділяти поліцейські правопорушення, однак природа будь-якого правопорушення, тим не менш, єдина, тому вони всі є суспільно небезпечними.
У радянський період «Закон про п'ять колосків» (Постанова ЦВК і РНК СРСР «Про охорону майна державних підприємств, колгоспів і кооперації та зміцнення суспільної (соціалістичної) власності» від 7 серпня 1932 року) став яскравим прикладом криміналізації незначних правопорушень тоталітарною державою. Відповідно до цієї постанови та таємної інструкції до неї проводилися позасудові страти та вислання до концтаборів за різного роду крадіжки, у тому числі малозначні.
Згодом науковці знову повернулися до виділення самостійної категорії правопорушень як малозначного різновиду злочинів. У період дії КК 1960 року був підготований проєкт Кодексу про кримінальні проступки (1973), однак він був підданий критиці.
Врешті було вирішено ввести адміністративну відповідальність за злочини, що не становлять великої суспільної небезпеки (малозначні злочини). Новели 1980-х років унесли певну плутанину в термінологію, що існує дотепер.
У рішенні Ради національної безпеки і оборони України від 15 лютого 2008 року «Про хід реформування системи кримінальної юстиції та правоохоронних органів» було закладено концептуальний підхід до «кримінальних (підсудних) проступків». Його автори виходили з того, що це: а) окремі діяння, що за чинним КК відносяться до злочинів невеликої тяжкості, які відповідно до політики гуманізації кримінального законодавства визначатимуться такими, що не мають значного ступеня суспільної небезпеки; б) передбачені чинним КпАП діяння, які мають судову юрисдикцію і не є управлінськими (адміністративними) за своєю суттю (дрібне хуліганство, дрібне викрадення чужого майна тощо).
В Україні у 2012 році був прийнятий новий Кримінальний процесуальний кодекс, який запровадив поняття «кримінальне правопорушення», що об'єднує дві категорії — власне, злочини, та кримінальні проступки. Матеріальним джерелом кримінального права на майбутнє визначено «закон України про кримінальну відповідальність» — під ним розуміються законодавчі акти України, які встановлюють цю відповідальність: Кримінальний кодекс України та закон України про кримінальні проступки.
КПК встановив низку спрощених процедур при розслідуванні кримінальних проступків, які застосовуються з дня введення в дію відповідного закону. Так, зокрема, досудове розслідування кримінальних проступків здійснюється виключно у формі дізнання та лише протягом одного (двох) місяців із дня повідомлення особі про підозру; під час розслідування не допускається застосування домашнього арешту, застави або тримання під вартою; не вчиняються негласні слідчі (розшукові) дії; спрощене провадження в суді першої інстанції. В науковому середовищі розглядається декілька моделей запровадження інституту кримінального проступку. Кожна модель відрізняється за багатьма концептуальними положеннями: 1) інститут кримінального проступку повинен міститись у КК України чи в окремому законодавчому акті, як це передбачено у чинному КПК України 2012 р.; 2) які покарання можуть застосовуватись за вчинення кримінального проступку (чи повинно, наприклад, застосовуватись обмеження волі, позбавлення волі на строк до 2 років); 3) які саме діяння необхідно трансформувати у кримінальні проступки (одними вченими пропонується трансформувати до кримінального проступку лише окремі адміністративні правопорушення, а іншими пропонується віднести всі адміністративні правопорушення, за які Кодексом України про адміністративні правопорушення передбачено стягнення, що за своїм змістом, виходячи із практики Європейського суду з прав людини, є заходами кримінального характеру).
У Верховній Раді України перебували декілька проєктів законодавчих актів, в яких передбачалось запровадження інституту кримінального проступку. Один із них, законопроєкт № 7279-д щодо спрощення досудового розслідування окремих категорій кримінальних правопорушень, ухвалений як закон 22 листопада 2018 року. Підписаний Президентом Порошенком 19 квітня 2019 року.
Згідно з цим Законом, що набрав чинності з 1 липня 2020 року, кримінальні правопорушення поділяються на кримінальні проступки і злочини. Кримінальним проступком є передбачене Кримінальним кодексом діяння (дія чи бездіяльність), за вчинення якого передбачене основне покарання у виді штрафу в розмірі не більше трьох тисяч неоподатковуваних мінімумів доходів громадян або інше покарання, не пов’язане з позбавленням волі.

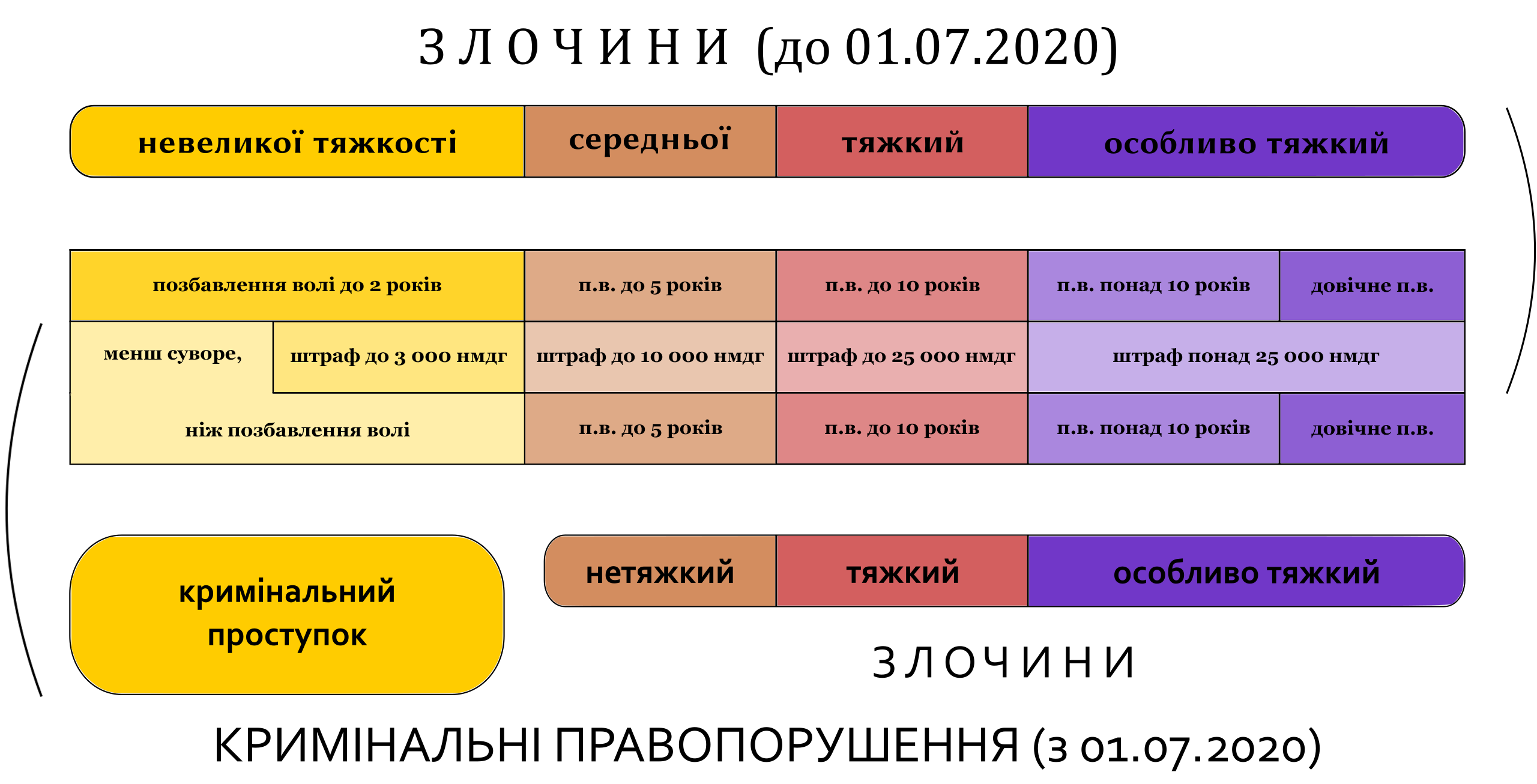
Порівняння класифікацій злочинів за тяжкістю до та після 2020 р.